# Zorzines subreducta
Zorzines subreducta là một loài bướm đêm trong họ Noctuidae.